# Тімоті Сімонс
Тімоті Сімонс (народився 12 червня 1978) — американський актор і комік. Він найбільш відомий своєю роллю Джони Раяна в телесеріалі HBO «Віце-президент» (Veep), за яку він отримав п'ять номінацій й одну нагороду Премії Гільдії кіноакторів за видатну гру ансамблю в Комедійному серіалі. Він також зіграв у фільмах «Інтерв'ю», «Крістін» і «Леді бос». Він також з'являється в серіалі «Кенді» в ролі Пета Монтгомері.

## Раннє життя
Сімонс — син Сьюзен і Рона Сімонса. Він закінчив середню школу Маранакук у 1996 році та Університет Мену у 2001.

## Кар'єра
На початку своєї кар'єри він працював над рекламою, був задіяний під час прослуховувань і затверджень на роль у рекламі Folgers 2009 року, яка згодом стала вірусною.
У 2024 році Саймонс був обраний на роль короля Тантала у другому сезоні серіалу «Персі Джексон та Олімпійці».

## Особисте життя
Сімонс одружений з Енні Сімонс, у них є двоє дітей.

## Фільмографія

### Фільми
| Рік  | Фільм                         | Роль             | Нотатки                     |
| ---- | ----------------------------- | ---------------- | --------------------------- |
| 2010 | Days Together[джерело?]       | Бармен в барі R  |                             |
| 2013 | Під урожайним небом           | Дейтон           |                             |
| 2014 | День драфту                   | Маркс            |                             |
| 2014 | Вродежна вада                 | Агент Бордлайн   |                             |
| 2014 | Інтерв'ю                      | Малкольм         |                             |
| 2015 | У пошуках вогню               | Yoga Couple      |                             |
| 2015 | Страшилки                     | Офіцер Стівенс   |                             |
| 2016 | Крістин                       | Стів Тернер      | [ 12 ]                      |
| 2016 | Леді бос                      | Стефан           |                             |
| 2016 | Flock of Dudes                | Дворецький       |                             |
| 2016 | Золото                        | Джексон          |                             |
| 2018 | Незамінний ти                 | Домінік          |                             |
| 2018 | Ральф-руйнівник 2: Інтернетрі | Мордобій (голос) |                             |
| 2019 | Позашкільна освіта            | Кліфф Докінс     |                             |
| 2019 | Одержима сексом               | Отець Мерфі      | [ 14 ]                      |
| 2019 | Шахрайки                      | Джеремі          | [ 15 ]                      |
| 2020 | Щаслива пора                  | Охоронець ТЦ     |                             |
| 2021 | Сам удома                     | Мисливець        | [ 16 ]                      |
| 2022 | Family Squares                | Брет Ворт        | Також оператор камери P & Y |
| 2022 | Не хвилюйся, серденько        | Доктор Коллінз   | [ 17 ]                      |
| 2023 | Недоліки                      | Леон             | [ 18 ] [ 19 ]               |
| 2023 | Шалена поїздочка              | Френк            | [ 20 ]                      |
| 2023 | Карамельна вулиця             | Емерсон          |                             |

### Телебачення
| Рік          | Назва                        | Роль                        | Нотатки |
| ------------ | ---------------------------- | --------------------------- | --- |
| 2012–2019    | Віце-президент (Veep)        | Джона Раян                  | Головна роль; 65 епізодів Премія Гільдії кіноакторів США за найкращий акторський склад у комедійному серіалі (2017) Номінован — Премія Гільдії кіноакторів США за найкращий акторський склад у комедійному серіалі (2013—2016) |
| 2012         | Кращі друзі назавжди         | Високий хлопець             | Епізод: «Single and Lovin' It» |
| 2015         | Stone Quackers               | Різні голоси                | 2 епізоди |
| 2017         | Easy                         | Уітмен                      | епізоди: «Package Thief» |
| 2017         | Drop the Mic                 | Тімоті Сімонс               | Епізод: «Tony Hale vs. Timothy Simons / Rascal Flatts vs. Boyz II Men» |
| 2018–2019    | Еволюція Черепашок-ніндзя    | Huginn (голос)              | 9 епізодів |
| 2019         | Людина майбутнього           | Xenu                        | Епізод: «Countdown to Prologue» |
| 2019         | В пошуках Аляски             | «Орел»                      | Головна роль; 8 епізодів |
| 2019         | Робоцип                      | Портер (голос)              | Епізод: «Robot Chicken's Santa's Dead (Spoiler Alert) Holiday Murder Thing Special» |
| 2020         | Супер шістка: Серіал         | Supersonic Stu (голос)      | 3 Епізоди |
| 2020         | Briarpatch                   | Candy Bar Bains             | Епізод: «Game Theory and Mescaline» |
| 2020         | Бургери Боба                 | Агент TSA (голос)           | Епізод: «The Terminalator II: Terminals of Endearment» |
| 2020         | The George Lucas Talk Show   | Тімоті Саймонс              | Епізод: «Radioland Stream Night» |
| 2021         | Дікінсон                     | Фредерік Лоу Олмстед        | Епізод: «The Daisy follows soft the Sun» |
| 2021–present | Невгамовні                   | Drew Pickles (голос)        | 17 епізодів |
| 2021–2023    | HouseBroken                  | Єнот / різні голоси         | 21 епізодів |
| 2021         | Ten Year Old Tom             | Фотограф (голос)            | Епізод: «A Yearbook to Disremember/Trust Me, I'm a Nurse» |
| 2021         | Корпорація змов              | Лідер Пласкої Землі (голос) | Епізод: «Моє велике пласке весілля» |
| 2021–2022    | Fairfax                      | Брайан / різні голоси       | 7 епізодів |
| 2021–2022    | Станція одинадцять           | Джим                        | 2 епізоди |
| 2022         | Кенді                        | Пен                         | Головна роль |
| 2023         | Всесвітня історія, частина 2 | Президент Авраам Лінкольн   | Епізод: «I» |
| 2023         | Celebrity Jeopardy!          | Тімоті Сімонс               | Contestant |
| 2023         | Killing It                   | Агент Бертон                | 2 епізоди |
| 2024         | Ніхто цього не хоче          | Саша                        | Головна роль; майбутній серіал |
| 2025         | Персі Джексон та Олімпійці   | Король Тантал               | Майбутня роль |